# Ornithogalum arabicum
Ornithogalum arabicum — вид рослин родини холодкові (Asparagaceae).

## Опис
Багаторічна, трав'яниста цибулинна рослина, яка досягає висоти від 30 до 80 сантиметрів. Бульби 2,5–3 см у діаметрі, яйцеподібні. Листи 30–60 × 0,8–2(2,5) см. Квітконіжки 4–7 см. Пелюстки від 15 до 32 міліметрів, від еліптичних до обернено-яйцеподібних, тупі, жовтувато-білі. Капсули 0,8–1,2 см в діаметрі. Цвіте з квітня по травень.

## Поширення
Північна Африка: Алжир; Марокко. Південна Європа: Колишня Югославія; Греція; Італія; Франція — Корсика; Португалія (вкл. Мадейра); Іспанія вкл. (Канарські острови). Натуралізований: Ізраїль. Також культивується.